# 鹿児島生協病院
鹿児島生協病院（かごしませいきょうびょういん）は、鹿児島県鹿児島市谷山中央五丁目にある鹿児島医療生活協同組合が設置する総合病院。正式名称は総合病院鹿児島生協病院。

## 概要
救急告示病院で2018年度の救急車取扱件数は2,560件。鹿児島医療生活協同組合の拠点病院。すべての人々が安心して医療を受けられるよう、全病室(病室は個室～4人部屋)、差額ベッド代はない。NPO法人卒後臨床研修評価機構(JCEP)認定証発行病院。全日本民主医療機関連合会(民医連)に加盟している。

## 沿革
- 1975年 - 鹿児島生協病院(旧市民病院)開院(27床)
- 1979年 - 救急指定病院に認可
- 1981年 - 人工透析の開始
- 1989年 - 鹿児島市内民間病院で初の総合病院に
- 2010年 - 胸部デジタル撮影装置付き健診車導入
- 2011年 - 卒後臨床研修評価機構の認定を取得、無料低額診療事業開始

## 診療科
(この節の出典)
- 内科
- 神経内科
- 呼吸器内科
- 循環器内科
- 消化器内科
- 糖尿病内科
- 内分泌内科
- 腎臓内科
- 人工透析内科
- 外科
- 肛門外科
- 整形外科
- 小児科
- 婦人科
- アレルギー科
- リウマチ科
- 泌尿器科
- 眼科
- 放射線科
- 病理診断科
- 救急科
- 麻酔科

## 医療機関の認定
(この節の出典)
- 保険医療機関
- 労災保険指定医療機関
- 生活保護法指定医療機関
- 身体障害者福祉法指定医の配置されている医療機関
- 指定自立支援医療機関（更生医療）
- 指定自立支援医療機関（精神通院医療）
- 結核指定医療機関
- 公害医療機関
- 戦傷病者特別援護法指定医療機関
- 原子爆弾被害者一般疾病医療取扱医療機関
- 特定疾患治療研究事業委託医療機関
- 臨床研修病院
- 高齢者の医療の確保に関する法律(昭和57年法律第80号)第7条第1項に規定する医療保険各法及び同法に基づく療養等の給付の対象とならない医療並びに公費負担医療を行わない医療機関
- 母体保護法指定医の配置されている医療機関
- DPC対象病院
- 無料低額診療事業実施医療機関差額
- NPO法人卒後臨床研修評価機構(JCEP)認定証発行病院[4]
- このほか、各種法令による指定・認定病院であるとともに、各学会の認定施設でもある。

## 差額ベッド代について
病院の理念により、差額ベッド料（個室料）を徴収していない。

## 交通アクセス
- JR指宿枕崎線「慈眼寺駅」より徒歩15分
- 鹿児島交通・鹿児島市営バス：「本町」「松崎」「大御堂」各停留所より徒歩10分

## 周辺
- 鹿児島医療生活協同組合 本部
- 谷山第一中央公園
- 鹿児島慈眼寺郵便局